# Intel·ligència electrònica
La intel·ligència electrònica o ELINT, del l'anglès: ELectronic INTelligence, significa adquisició d'informació per mitjans electrònics, generalment en un context militar. Recolza sobre l'analisi de dades electromagnètiques que no serveixen per a la telecomunicació del defensa de l'enemic. Es tracta, entre d'altres, d'assajar extreure informació útil dels senyals electrònics emesos per radars, sistemes de míssils terra aire, d'aeronaus, de guia i navegació, vaixells de guerra, centres de comandament i control, etc. Fa part del reconeixement de senyals i és complimentària al reconeixement de telecomunicacions, que desencripta i analitza el contingut dels missatges.
La recol·lecció d'informació pot fer-se des d'estacions en terra, prop del territori de l'oponent, des de bucs prop de la seva costa, des d'avions prop del seu espai aeri, o des de satèl·lits. Es considera que els Estats Units d'Amèrica són el major expert mundial en ELINT. Hi ha hagut diversos incidents amb bucs o aeronaus que s'han desviat cap a aigües o espai aeri hostils, i un especialment greu quan un caça Shenyang J-11 xinès va col·lidir en vol amb un avió de reconeixement EP-3I de le Marina dels Estats Units que va ser obligat a aterrar a l'illa de Hainan, a la Xina.
L'objectiu més important de la intel·ligència electrònica és obtenir dades útils en cas de conflicte. Localitzar els míssils míssils terra-aire, els avions i l'artilleria antiaèria permet evitar les zones millor defensades i programar rutes per als avions atacants que evitin la defensa antiaèria i les patrulles de caces de l'enemic. També obre el pas a accions per pertorbar o enganyar la xarxa de defensa enemiga per mitjà de guerra electrònica.
Fa menester un bo reconeixement electrònic per a les operacions aèries, com que a més de fer els avions el més invisible possibe, també s'ha de saber quines zones han d'evitar, com que cap avió és totalment invisible. Igualment, saber on es troben els sistemes de defensa antiaèria fixes i mòbils és útil per poder atacar o evitar-los.
La combinació d'altres fonts d'informació permet dur a terme una anàlisi del tràfic de les emissions electròniques que contenen missatges humans codificats. El mètode d'anàlisi és diferent de la SIGINT en el sentit que no s'analitza el contingut semàntic del missatge, sinó l'emissió electrònica. En canvi, permet respondre a tota una sèrie de qüestions sobre d'equip de l'emisso: localització, aparell…. Durant la Batalla de l'Atlàntic en la Segona Guerra Mundial, per exemple, no sempre es podia desxifrar els missatges dels submarins alemanys, però els aparells de localització de direcció d'alta freqüència (anomenat en anglès «Huff-Duff») eren capaços de determinar amb precisió on es trobaven els submarins alemanys. Aquesta informació va servir per crear rutes per als combois, allunyades de les zones amb alta concentració de submarins alemanys.